# Ostana
Ostana (Ostan-a in piemontese, Ostana o Oustana in occitano) è un comune italiano di 83 abitanti della provincia di Cuneo in Piemonte.
Si trova in Valle Po ed è inserito nell'elenco de I borghi più belli d'Italia, creato della Consulta del Turismo dell'Associazione dei Comuni Italiani (ANCI).
Situato sui pendii del versante esposto a Sud della Valle Po, l'intero borgo è dominato dalla spettacolare mole del Gruppo del Monviso, e in particolare delle pareti Nord e Est.
Nel maggio 2025 ha ottenuto la bandiera verde di Legambiente per un progetto inserito nel suo territorio.

## Storia
Nella notte del 12 ottobre 1944 un bombardiere "Liberator" della South African Air Force, in missione di rifornimento delle formazioni partigiane di stanza nei dintorni, cadde sulle montagne circostanti il paese, causando la morte dell'equipaggio di otto aviatori inglesi e sudafricani.

Nell'ottobre 2020 una cerimonia alla presenza dei discendenti di quegli aviatori ha portato alla collocazione di una targa ricordo sui muri dell'edificio del Municipio.

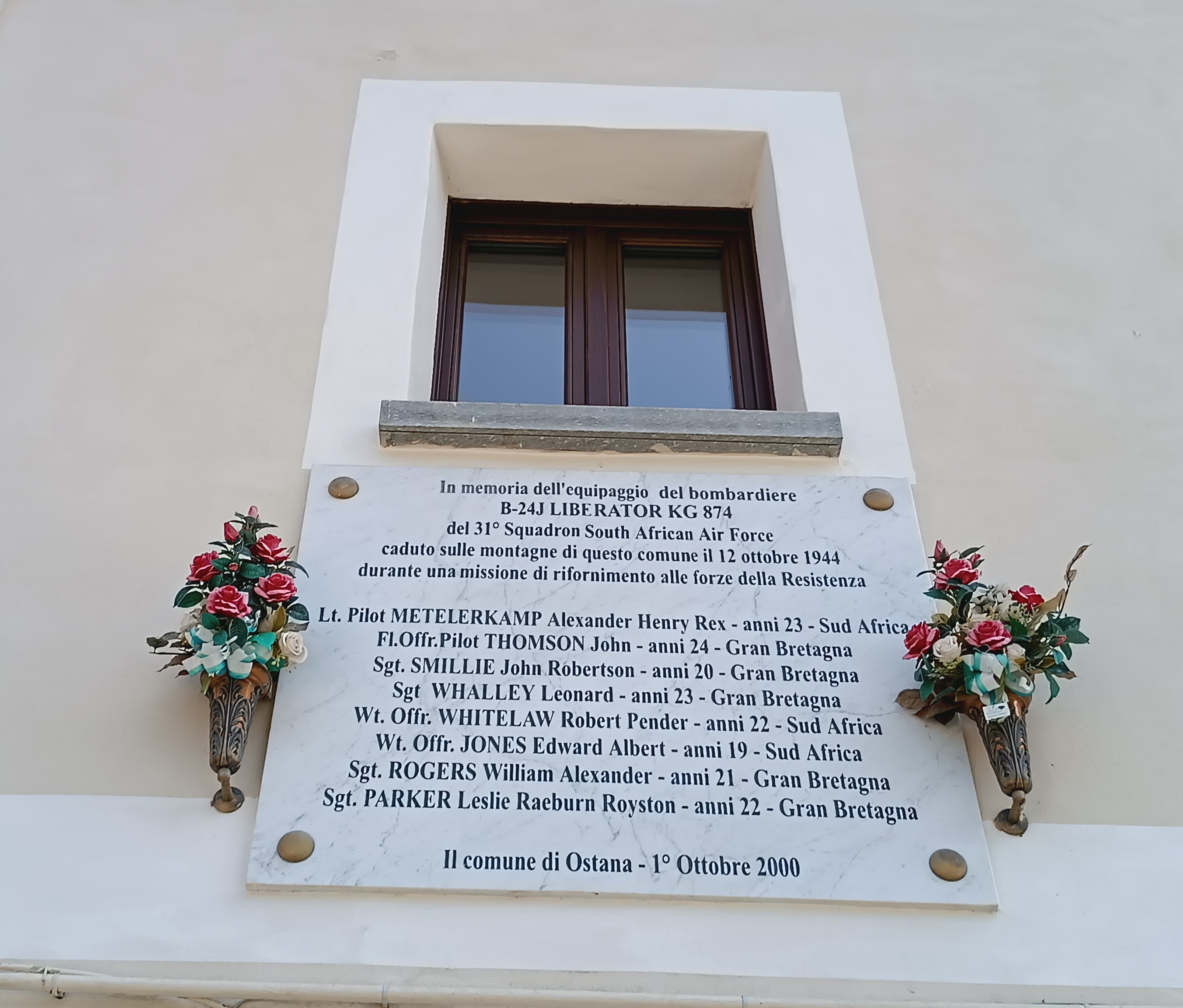
Targa Aviatori Inglesi e Sudafricani

## Società

### Evoluzione demografica
Abitanti censiti

## Amministrazione

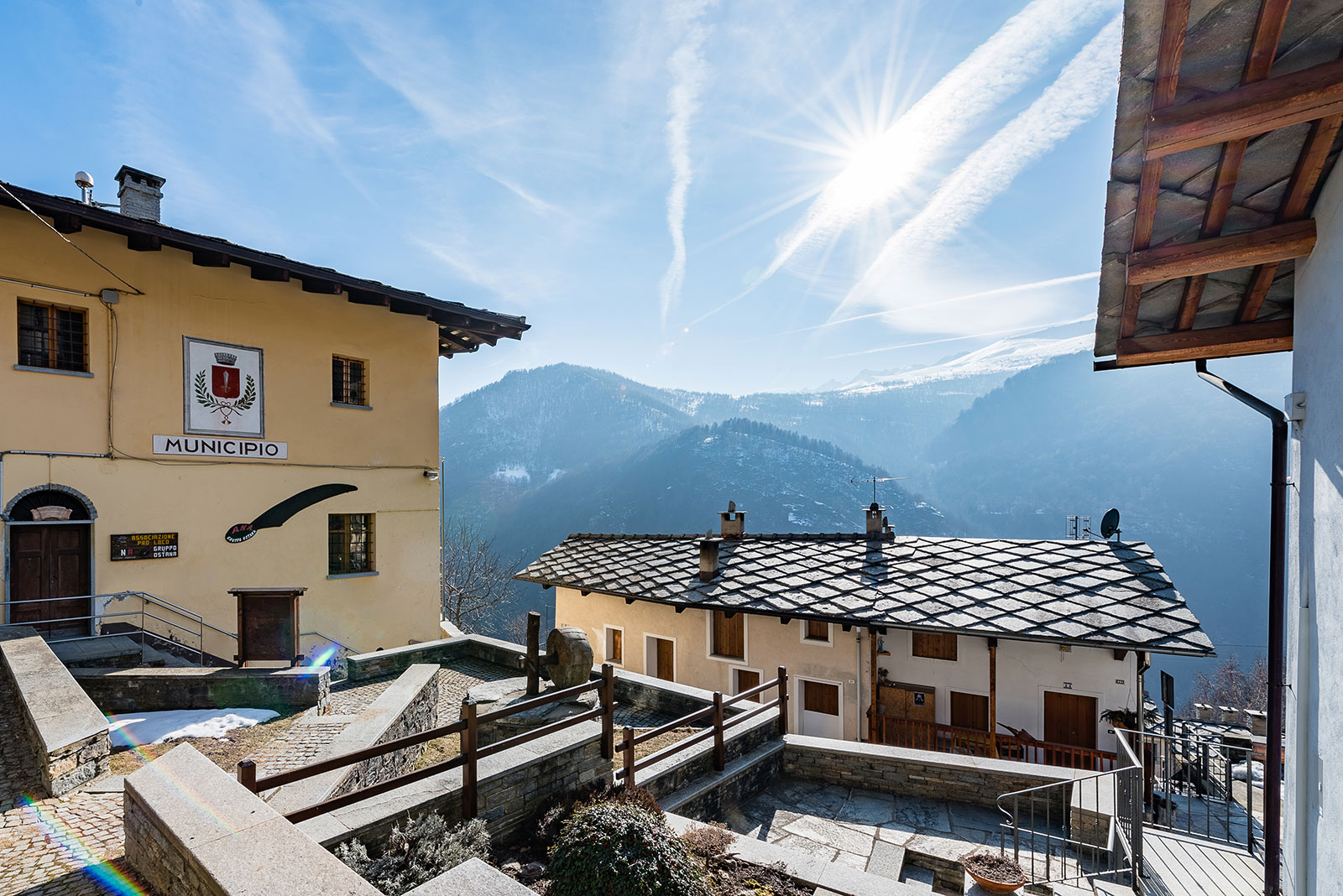
Il municipio di Ostana

Di seguito è presentata una tabella relativa alle amministrazioni che si sono succedute in questo comune.
| Periodo        | Periodo        | Primo cittadino  | Partito             | Carica  | Note  |
| -------------- | -------------- | ---------------- | ------------------- | ------- | ----- |
| 30 giugno 1985 | 20 maggio 1990 | Giacomo Lombardo | lista civica        | Sindaco | [ 8 ] |
| 20 maggio 1990 | 24 aprile 1995 | Giacomo Lombardo | lista civica        | Sindaco | [ 8 ] |
| 24 aprile 1995 | 14 giugno 1999 | Marco Bovero     | Progressisti        | Sindaco | [ 8 ] |
| 14 giugno 1999 | 14 giugno 2004 | Marco Bovero     | Progressisti        | Sindaco | [ 8 ] |
| 14 giugno 2004 | 8 giugno 2009  | Giacomo Lombardo | L'Ulivo             | Sindaco | [ 8 ] |
| 8 giugno 2009  | 25 maggio 2014 | Giacomo Lombardo | lista civica        | Sindaco | [ 8 ] |
| 25 maggio 2014 | 26 maggio 2019 | Giacomo Lombardo | lista civica: Alpes | Sindaco | [ 8 ] |
| 26 maggio 2019 | 9 giugno 2024  | Silvia Rovere    | lista civica: Alpes | Sindaco | [ 8 ] |
| 9 giugno 2024  | in carica      | Giacomo Lombardo | lista civica: Alpes | Sindaco | [ 8 ] |

### Altre informazioni amministrative
Ostana faceva parte della Comunità montana Valli del Monviso (sciolta nel 2012).

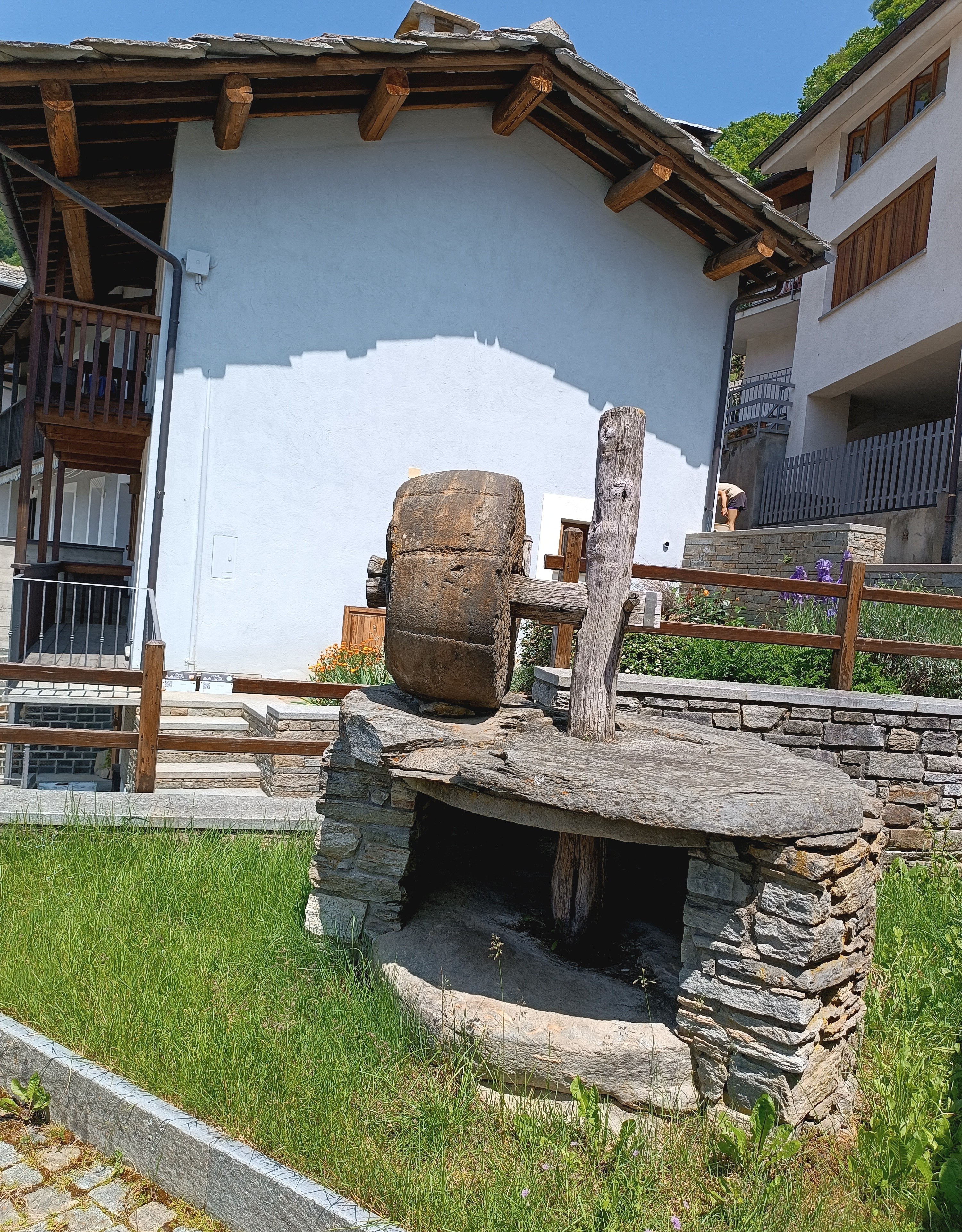
Area verde vicino al Municipio